# 가을 소나타 (영화)
《가을 소나타》(스웨덴어: Höstsonaten, 독일어: Herbstsonate, 영어: Autumn Sonata)는 1978년 개봉한 스웨덴의 드라마 영화이다. 잉마르 베리만이 감독과 각본을 맡았다. 1978 골든 글로브상 외국어 영화상 수상작이다.

## 줄거리
마을 목사의 아내인 에바는 7년 만에 어머니 샬럿을 시골 집으로 초대한다. 샬럿은 세계적으로 유명한 피아니스트로, 나이가 들고 괴팍하며, 여러 남편을 겪고 국제적인 삶을 살아왔다. 에바는 어머니보다 예술적인 재능이 부족하지만(책 두 권을 썼고 피아노를 능숙하게 연주하지만), 아내, 어머니, 돌보는 사람으로서의 조용한 삶에 자부심을 느낀다. 그녀는 이제 병원에서 집으로 데려온 장애인 여동생 헬레나를 돌보고 있다. 헬레나는 마비되어 단편적인 말만 할 수 있으며, 에바만이 이해할 수 있다. 에바는 또한 존경하지만 사랑하지 않는 남편 빅토르와의 결혼 생활에서 오는 감정적인 거리감과 네 번째 생일 직전에 익사한 어린 아들 에릭을 잃은 슬픔에 시달리고 있다.
샬럿은 헬레나가 그곳에 살고 있다는 사실에 놀라고, 눈에 띄게 불편해하지만, 선물로 손목시계를 준다. 에바가 쇼팽의 전주곡 2번 가단조를 피아노로 연주하자, 샬럿은 즉시 그 곡을 자신만의 방식으로 재해석하여 기술적이고 감정적으로 세련된 버전을 선보인다. 그날 저녁, 그녀는 에바에게 가족 차를 주겠다고 말하며, 자신은 비행기로 집에 돌아가 새 차를 사겠다고 한다. 이는 명백한 관대한 몸짓이다. 밤에 샬럿은 딸 중 한 명이 자신을 목 조르는 악몽에 시달려 흔들린다. 그녀의 비명 소리에 에바가 잠에서 깨어 거실로 따라가고, 두 여성은 이야기를 시작한다.
어머니와 딸은 과거의 관계에 대해 격렬한 대화를 나눈다. 에바는 샬럿이 모성보다 자신의 경력과 사생활을 우선시하고, 자녀들을 감정적으로 방치했으며, 심지어 자신이 사랑했던 남자와의 임신 중에 낙태를 강요했다고 비난한다. 다른 방에서 듣고 있던 빅토르는 개입하지 않기로 결정한다. 샬럿은 처음에는 불신과 자기방어로 대응하지만, 결국 자신의 잘못을 직면하기 시작하며 감정적인 무관심을 인정하고 용서를 구한다. 한편, 에바는 샬럿의 과거 방치 때문에 상태가 악화되었다고 믿는 헬레나가 침대에서 고통스럽게 기어 나와 계단으로 향하며 약하게 "엄마, 오세요!"라고 외친다.
아침에 샬럿은 에이전트와 함께 기차를 타고 떠나고, 헬레나와의 불편한 만남에 대해 "왜 그녀는 죽을 수 없었을까?"라고 묻는다. 집에서 빅토르는 헬레나의 심각한 신체적, 정서적 붕괴를 완화하기 위해 필사적으로 노력하는 반면, 에바는 자살 충동과 씨름하며 죽은 아들의 무덤을 방문한다. 에바는 결국 집으로 돌아와 어머니에게 사과 편지를 쓰고, 빅토르가 소리 내어 읽는다. 장면은 잠시 다른 설정으로 바뀌어 에바가 샬럿에게 편지를 읽어주는 것처럼 보이다가, 다시 빅토르에게 돌아와 편지를 봉인하며 그 운명은 불확실하게 남는다.

## 출연

### 주연
- 잉그리드 버그만 : 샬롯 역
- 리브 울만 : 에바 역

### 조연
- 레나 니먼 : 헬레나 역
- 하버 보크 : 빅토르 역
- 마리안 아미노프 : 샬롯의 개인 비서 역
- 군나르 뵈른스트란드 : 폴 역
- 엘란드 요세프손 : 조세프 역
- 미미 폴락 : 피아노 강사 역

## 기타
- 미술: 안나 아습
- 의상: 잉게르 페르손
- 할리우드 시절과 달리 자연인에 가깝게 나온 버그먼 출연작이다. 노화의 증거를 보여주자는 베리만의 설득을 받아들인 버그먼은 이 영화에서 화장을 다 지우고 실제 삶에서의 자신을 드러냈다. 버그먼이 "내 기존 팬들이 다 나가떨어질 거"라고 경고하자 베리만은 "내가 (이 영화로) 새로운 팬을 얻어다줄테니 걱정 말라"고 했다. 실제로 이 영화가 호평을 받으면서 버그만은 말기 대표작을 얻게 되었으니 완전히 틀린 말은 아니었던 셈.